# Dandara
Dandara, anche nota come Dandara dos Palmares (... – Capitaneria di Pernambuco, 6 febbraio 1694), è stata una guerriera afrobrasiliana vissuta durante il periodo della dominazione coloniale portoghese.
Dandara era una guerriera di origine africana che fece parte del Quilombo dos Palmares, una comunità autonoma di afrobrasiliani che si erano liberati dalla schiavitù, situata nell'odierno stato di Alagoas.

## Biografia
Non si hanno molte informazioni sulla vita di Dandara e la maggior parte delle storie su di lei è per lo più sconnessa. Non si sa neppure se nacque in Brasile o in Africa. Quando era una bambina, si unì a un gruppo di afrobrasiliani per combattere contro la schiavitù nel Brasile coloniale. Dandara era nota per essere una combattente, però si interessava anche alla caccia e all'agricoltura. Ella sposò Zumbi, anche lui un ex-schiavo, e i due ebbero tre figli (citati da alcune fonti come Motumbo, Harmodio e Aristogiton).
Descritta come un'eroina, Dandara seppe dominare le tecniche della capoeira e combatté molte battaglie assieme a uomini e donne per difendere Palmares, il luogo dove gli schiavi che fuggivano dalla colonia del Brasile andavano a vivere al sicuro. Palmares venne fondata nel diciassettesimo secolo nella Serra da Barriga, nello stato di Alagoas, dato l'accesso difficile alla zona dovuto alla sua fitta vegetazione.
Gli abitanti di Palmares, noti come palmarinos in portoghese, producevano gli attrezzi per l'agricoltura e le armi per la guerra. Lavoravano anche il legno, la ceramica e i metalli. Inizialmente, tutte le attività e il lavoro dei palmarinos consistevano nel creare una comunità autosufficiente, ma alcuni commerciavano con i villaggi e i mulini della regione.
Gli attacchi a Palmares si fecero frequenti a partire dal 1630, con l'invasione olandese del Brasile. Secondo le storie su Dandara, ella ebbe un ruolo importante nel far sì che il marito Zumbi tagliasse i rapporti con lo zio Ganga Zumba, il primo grande capo del Quilombo dos Palmares. Nel 1678, Ganga Zumba firmò un trattato di pace con il governo dello stato di Pernambuco. Il trattato stabilì che la gente di Palmares che era stata detenuta sarebbe stata rimessa in libertà. Inoltre, tutti coloro che erano nati a Palmares dovevano essere persone libere, non schiavi, e doveva essere loro concesso il permesso di commerciare. Tuttavia, in cambio, gli abitanti di Palmares dovevano smettere di dare rifugio ai nuovi schiavi fuggitivi, consegnandoli alle autorità portoghesi. Si dice che Dandara e Zumbi si siano opposti all'accordo perché questo non avrebbe posto fine alla schiavitù e, di fatto, rendeva Palmares complice della sua perpetuazione. Ganga Zumba fu assassinato da uno dei palmarinos che si oppose alla sua proposta.
Dopo essere stata arrestata il 6 febbraio 1694, si suicidò, non volendo tornare a una vita in schiavitù. Secondo la leggenda, Dandara si gettò in un fosso. La sua azione venne considerata un atto di eroismo e il Quilombo dos Palmares si trasformò in un simbolo importante della resistenza africana allo schiavismo.

## Omaggi
- Dandara è un personaggio del film brasiliano Quilombo, diretto da Carlos Diegues nel 1984, ed è interpretata dall'attrice Zezé Motta.[8]
- Dal 24 aprile 2019, con la legge n. 13 816 il nome di Dandara dos Palmares è trascritto nel Libro degli eroi e delle eroine della Patria, conservato nel Pantheon della Patria e della Libertà Tancredo Neves, a Brasilia.[6][9]
- Il videogioco indipendente Dandara, sviluppato da Long Hat House e pubblicato da Raw Fury, si ispira alla storia di questa eroina.[10]
- Le sono state dedicate delle strade in alcune città brasiliane.